# Rhododendron thaumasianthum
Rhododendron thaumasianthum är en ljungväxtart som beskrevs av Herman Otto Sleumer. Rhododendron thaumasianthum ingår i släktet rododendron, och familjen ljungväxter. Inga underarter finns listade i Catalogue of Life.